# Río Tumbes
Der Río Tumbes, im ecuadorianischen Oberlauf Río Puyango, ist ein etwa 205 km langer Zufluss des Pazifischen Ozeans, der abschnittsweise einen Grenzfluss zwischen Peru und Ecuador bildet. Mit Quellflüssen beträgt die Gesamtlänge ungefähr 250 km.

## Quellflüsse
Das Quellgebiet des Río Puyango befindet sich im Südwesten von Ecuador in den westlichen Ausläufern der Anden. Der Fluss entsteht 14 km südöstlich der Kleinstadt Balsas am Zusammenfluss von Río Pindo (rechts) und Río Yaguachi (links). Der Río Pindo, der Hauptquellfluss des Río Puyango, entsteht selbst 20 km flussaufwärts am Zusammenfluss von Río Luis und Río Ambacolas und nimmt nach 6 km rechtsseitig den Río Amarillo auf. Dieser nimmt wiederum 5 km oberhalb der Mündung den wichtigen Nebenfluss Río Calera rechtsseitig auf.

## Flusslauf
Der Río Puyango fließt anfangs nach Westen, später in Richtung Westsüdwest. Er trennt dabei die nördlich gelegene Provinz El Oro von der südlich gelegenen Provinz Loja. Unweit des Flusslaufs liegt nahe Flusskilometer 150 der „Versteinerte Wald von Puyango“ mit fossilen Baumstämmen. Zwischen Flusskilometer 148 und 104 bildet der Fluss die Staatsgrenze zu Peru. Auf den oberen 8 Kilometern befindet sich die peruanische Provinz Zarumilla am rechten Flussufer. Außerdem befindet sich am rechten Flussufer die Reserva Nacional de Tumbes. An dieses schließt sich der Nationalpark Cerros de Amotape an, welchen der Fluss später durchfließt. Bei Flusskilometer 104 trifft der Quebrado Cazaderos von Süden kommend auf den Fluss.
Anschließend durchfließt der Fluss, nun als Río Tumbes, die peruanische Provinz Tumbes in nördlicher Richtung. 20 km oberhalb der Mündung passiert der Fluss die am rechten Flussufer gelegene Großstadt Tumbes. Kurz darauf spaltet sich linksseitig ein Mündungsarm ab. Der Hauptfluss erreicht schließlich 8 km nördlich von Tumbes sowie 15,5 km südwestlich der peruanisch-ecuadorianischen Grenze das Meer. Die Mündung liegt im äußersten Süden des Golfs von Guayaquil.

## Hydrologie
Der Río Tumbes entwässert ein Areal von etwa 5400 km². Davon liegen 3694 km² in Ecuador. Der mittlere Abfluss liegt bei etwa 108 m³/s.